# 長友英資
長友英資（ながとも えいすけ、1948年7月7日 - ）は、株式会社ENアソシエイツ代表取締役。宮崎県出身。
元・株式会社東京証券取引所常務取締役・最高自主規制責任者(CSRO)。
現在、早稲田大学大学院商学研究科客員教授。
三菱商事(株)、オムロン(株)、(株)OMCカードの社外監査役を務める。